# Larendogra
Larendogra (fr. l'eau de la reine d'Hongrie, łac. aqua Reginae Hungaricae – „woda królowej węgierskiej”, „woda węgierska”) – zapachowa woda toaletowa; także nalewka spirytusowa przygotowywana z 2 części ziela rozmarynu lekarskiego i 3 części niemal stuprocentowego alkoholu.

## Pochodzenie i skład
Powstanie larendogry przypisuje się  królowej Elżbiecie, córce Władysława Łokietka i żonie króla węgierskiego Karola Roberta. Według tradycji, przede wszystkim dzięki cudownym właściwościom tego wyciągu królowej udało się żywotnie spędzić 59 lat na tronie Węgier i mimo zaawansowanego wieku zachować zdrowie i urodę. Zgodnie ze świadectwami kronikarzy wyglądała ona 20–30 lat młodziej niż w rzeczywistości. Alkohol niezbędny do sporządzania larendogry sprowadzała aż z Konstantynopola, gdzie jego produkcja stała na bardzo wysokim poziomie. 

### Zróżnicowana receptura
Już w średniowieczu krążyło wiele wersji przepisu na larendogrę. Niekiedy dodawano do niej też tymianku (w proporcji: 3 części rozmarynu, 2 części tymianku pospolitego i ok. 7,5 części alkoholu). Jako perfumy, oryginalną „wodę węgierską białą” wytwarzano przez połączenie: 60 ml olejku zapachowego (lub eterycznego) rozmarynowego, 40 ml olejku zapachowego tymiankowego i 1000 ml spirytusu 90%. Dla większego skoncentrowania substancji zapachowej podwajano zawartość wonnych olejków. 
Późniejsze przepisy na „wodę węgierską czerwoną” zawierają jeszcze inne składniki: lawenda (1 część), rozmaryn (1 część), cynamon (8 części), gałka muszkatołowa (8 części), drzewo sandałowe (8 części). Wodę węgierską stosowano dawniej jako lecznicze perfumy przy omdleniach, nudnościach, histerii, udarach. 
Przez kilkaset lat larendogrze przypisywano cudowne właściwości odmładzające i odświeżające cerę. Sporządzona jako nalewka spirytusowa z suszonych ziół, była rozcieńczana wodą i stosowana leczniczo wewnętrznie, lecz także zewnętrznie jako odświeżacz cery, a sporządzoną z użyciem olejków eterycznych używano jako perfum. Stosowana przez kolejne stulecia „woda węgierska”, wyparta została później przez „wodę lawendową”, a następnie przez cytrusowo-ziołową „wodę kolońską”. Perfumy pod tą nazwą produkowano wprawdzie jeszcze w XIX wieku, lecz bez pewności, iż według oryginalnej receptury XIV-wiecznej. Obecnie znów produkuje się wodę kolońską o tej samej nazwie.

### Przykładowa receptura historyczna
A. Piątkowski w swym podręczniku Gorzelnik i piwowar doskonały (Kraków 1809) podaje następujący przepis pochodzenia francuskiego (zapewne XVIII-wieczny):
Woda Królowej Węgierskiéj (Eau de la Reine d'Hongrie): Trzy funty liści rozmarynowych, 1/2 funta kwiatu lawendowego, ćwierć funta ziela tymianu, nalać 4 kwartami spirytusu, b. moczyć i oddestylować 3 1/2 kwarty.